# És Tu, Brasil
És tu, Brasil é um documentário  brasileiro de 2003, dirigido por Murilo Salles. O roteiro é de Beatriz Jaguaribe, Mauricio Lissovski e Murilo Salles, com colaboração de João Ximenes Braga.

## Sinopse
O documentário do cineasta Murilo Salles, explora e examina a identidade brasileira. Durante o longa metragem, quatro artistas brasileiros - de projeção nacional e internacional - são acompanhados em seus processos de criação, revelando o auge da intimidade criativa de cada um. São eles: o artista plástico Tunga, a coreógrafa Deborah Colker, o músico Carlinhos Brown e o estilista Alexandre Herchcovitch. Os mesmos fazem a substituição do povo brasileiro no documentário, e deixam clara a liberdade que receberam para se expressar.

### Estrutura Narrativa
A narrativa do documentário é estruturada por características marcantes da identidade nacional. Todas se relacionam e se complementam a partir da criação e da obra de cada artista. A música de Carlinhos Brown   traz consigo referências nacionais; através de seu figurino, da utilização de instrumentos primitivos - como o tambor - e alusões ao candomblé, presente essencialmente na Bahia. O Brasil é um pais complexo e multifacetado, e o estilista Alexandre Herchcovitch  traz consigo a contemporaneidade das grandes metrópoles. Através do seu trabalho, o paulistano tornou-se referência no mundo da moda. O universo de Tunga  é explorado em seguida, enfatizando o barroco brasileiro e diversas áreas do conhecimento humano, como literatura, filosofia, psicanálise e teatro. Por fim, Deborah Colker  deixa claro seu dom em improvisações criativas, surpreendendo também pela investigação intensa do corpo humano.

### Sobre o diretor
Murilo Salles é cineasta, formado em Teoria da Informação pela ECO/UFJ. Seu primeiro longa metragem foi ''Nunca Fomos Tão Felizes'', o qual ganhou o prêmio Leopardo de Bronze, na Suíça; além do prêmio de melhor filme do Júri Oficial e Popular do Festival de Brasília em 1984. Dentre os filmes que lhe renderam premiações, estão ''Faca de Dois Gumes'', ''Como nascem os anjos'' e ''Seja o que Deus quiser!''.

### Produção
Ana Murgel e Gabriela Weeks foram as diretoras de produção do documentário "És tu, Brasil". Suzana Amado ficou responsável pela produção executiva e, Jenifer Marques, pela assistência.

### Elenco
- Carlinhos Brown
- Deborah Colker
- Alexandre Herchcovitch
- Tunga

### Lançamento
O documentário És tu, Brasil foi lançado dia 1 de Janeiro de 2003 no Brasil. Em Agosto do mesmo ano, chegou pela primeira vez à televisão, no canal TV Cultura , exibido em duas partes.